# Stanisław Gauza

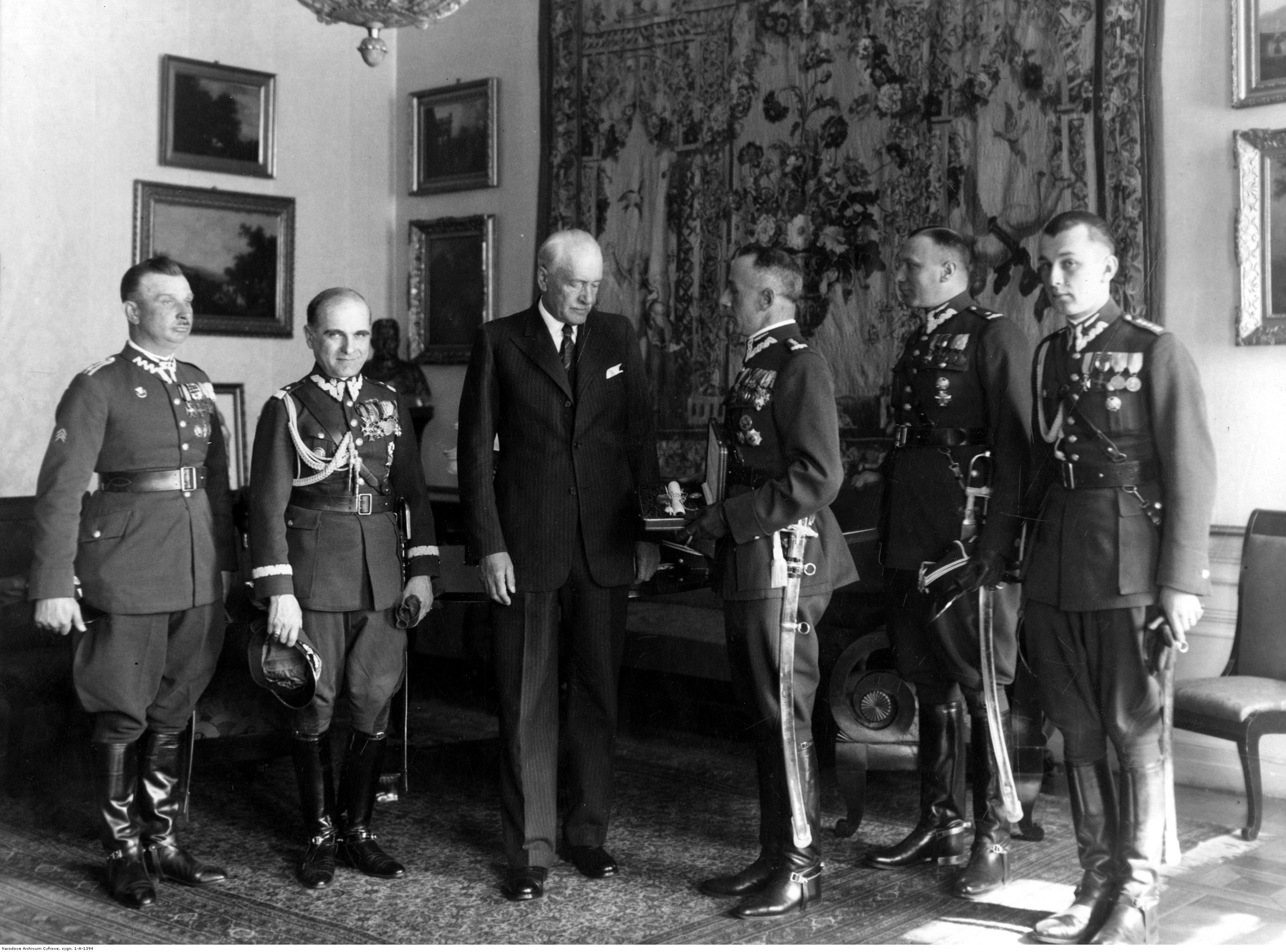
Delegacja 15 puł. na audiencji u prezydenta RP Ignacego Mościckiego 21 marca 1934; Stanisław Gauza 2. z prawej

Stanisław Stefan Gauza (ur. 8 września 1895 w Słupi, zm. 29 marca 1962 w Londynie) – major kawalerii Wojska Polskiego, działacz niepodległościowy, kawaler Orderu Virtuti Militari.

## Życiorys
Urodził się 8 września 1895 w Słupi, w rodzinie Walentego i Eleonory z Dziabaszewskich
W 1912 ukończył gimnazjum w Poznaniu. W latach 1912–1914 działał w poznańskim harcerstwie i pracował w Towarzystwie Czytelni Ludowych. Od 1914 służył w Armii Cesarstwa Niemieckiego. W 1918 był organizatorem powstania wielkopolskiego w powiecie śremskim. Następnie służył w Konnych Strzelcach Straży Poznania, a później walczył w szeregach 1 Pułku Ułanów Wielkopolskich (w styczniu 1920 przemianowanym na 15 Pułk Ułanów Poznańskich) na froncie niemieckim i litewsko-białoruskim. 16 sierpnia 1920 na czele swojego plutonu szarżował pod Maciejowicami. W 1921 wziął udział w III powstaniu śląskim. 
3 maja 1922 został zweryfikowany w stopniu porucznika ze starszeństwem z 1 czerwca 1919 i 55. lokatą w korpusie oficerów jazdy.
2 grudnia 1930 został mianowany majorem ze starszeństwem z 1 stycznia 1931 i 22. lokatą w korpusie oficerów kawalerii. W marcu 1931 został wyznaczony na stanowisko kwatermistrza w macierzystym pułku. W marcu 1934 został zwolniony z zajmowanego stanowiska i oddany do dyspozycji dowódcy Okręgu Korpusu Nr VII, a z dniem 31 lipca tego roku przeniesiony w stan spoczynku.
Po zakończeniu służby wojskowej został zatrudniony w koncernie Wspólnota Interesów Górniczo-Hutniczych. Mieszkał w Siemianowicach Śląskich przy ul. Katowickiej 1. Obowiązki zawodowe łączył z funkcją prezesa oddziału śląskiego Związku Weteranów Powstań Narodowych RP, wiceprezesa grodzkiego Federacji Polskich Związków Obrońców Ojczyzny i członka TZOO w Katowicach.
Zmarł 29 marca 1962 w Londynie. Został pochowany na cmentarzu North Sheen.
18 lipca 1931 ożenił się z Zofią Racięcką (ur. 17 stycznia 1906 we Włocławku).

## Ordery i odznaczenia
- Krzyż Srebrny Orderu Wojskowego Virtuti Militari nr 3909[1][11]
- Krzyż Walecznych czterokrotnie[12][2]
- Medal Niepodległości – 20 lipca 1932 „za pracę w dziele odzyskania niepodległości”[13][14]
- Medal Pamiątkowy za Wojnę 1918-1921[4]
- Medal Dziesięciolecia Odzyskanej Niepodległości[4]